# Koznik (Orahovac)
Pour l’article homonyme, voir Koznik.
Kaznik en albanais et Koznik en serbe latin (en serbe cyrillique : Козник) est une localité du Kosovo située dans la commune/municipalité de Rahovec/Orahovac et dans le district de Prizren/Prizren. Selon le recensement kosovar de 2011, elle compte 164 habitants, dont une majorité d'Albanais.
Selon le découpage administratif du Kosovo, la localité fait partie du district de Gjakovë/Đakovica.

## Démographie

### Évolution historique de la population dans la localité
| 1948 | 1953 | 1961 | 1971 | 1981 | 1991 | 2011 |
| ---- | ---- | ---- | ---- | ---- | ---- | ---- |
| 192  | 192  | 238  | 272  | 302  | 362  | 164  |

|  |